# Forsnäs, Ydre kommun
Forsnäs är en herrgård i Ydre kommun.
Forsnäs är ett frälsesäteri i Sunds socken, Ydre härad, vid Bulsjöåns utlopp från Östra Lägern. Gården ägdes och beboddes sedan 1843 av fornforskaren Leonhard Fredrik Rääf, som dog där 1872 och ligger begravd på gårdens ägor. Forsnäs tillhörde från 1907 det av hans arvingar 1898 bildade Forsnäs aktiebolag. Förbi bebyggelsen Forsnäs söder om Östra Lägern löpte Eksjö-Österbymo Järnväg vilken hade en station vid det gamla säteriet. Järnvägen gjorde att Forsnäs kom att växa till en mindre by. Sågverk anlades även på orten till vilken det gick ett stickspår.